# 二程
二程（にてい）、あるいは二程子（にていし）は中国北宋時代の儒学者、程顥・程頤の兄弟をさす。
二程の学問は別名「程学」、「周張二程の学」ともいわれ、北宋道学（宋学）の中心に位置する。思想は天地万物と人間を生成調和という原理で一貫させ、統一的にとらえた点に特質がある。朱熹は道統によればその後継にあたり、その著書において程顥・程頤を区別せず「程子」として引用している。